# Ella Conradty
Ella Katharina Conradty (* 19. Oktober 1889; † 17. September 1978 in Röthenbach a.d.Pegnitz; geborene Schiltz) war eine deutsche Unternehmerin.
Sie war von 1948 bis 1978 Inhaberin und Leiterin des Kohle- und Graphitprodukteherstellers C. Conradty, gegründet von dem am 15. Juli 1827 in Münchaurach geborenen Conrad Conradty. Die Firma hatte für ihre Belegschaft zwischen 1892 und 1916 180 Häuser mit über 700 Wohneinheiten, Betriebskinderheime und ein Betriebskrankenhaus errichten lassen. Zur Unterstützung von Arbeitnehmern und deren nächsten Familienangehörigen richtete sie 1972 die Ella-Conradty-Stiftung ein.
Ab 1960 gehörte sie dem Vorstandsrat des Deutschen Museums an, damals als einzige Frau unter 122 Männern.

## Ehrungen
- 1953: Ehrenbürgerin der Stadt Röthenbach an der Pegnitz
- 1954: Rudolf-Diesel-Medaille in Gold für den Gesamtverdienst der Familie
- 1956: Verdienstkreuz 1. Klasse der Bundesrepublik Deutschland
- 2009: Benennung der Ella-Conradty-Straße in Röthenbach a.d.Pegnitz